# Christensonella pacholskii
Christensonella pacholskii är en orkidéart som först beskrevs av Eric Alston Christenson, och fick sitt nu gällande namn av S.Koehler. Christensonella pacholskii ingår i släktet Christensonella och familjen orkidéer.
Artens utbredningsområde är Ecuador. Inga underarter finns listade i Catalogue of Life.